# Московская областная станция скорой медицинской помощи
Московская областная станция скорой медицинской помощи (МОССМП) — медицинское учреждение в Московской области, оказывающее скорую и неотложную помощь населению, обслуживает вызовы, поступающие на телефон 03 (103) в Подмосковье. Состоит из 55 подстанций, объединённых в 11 региональных объединений (по районам Московской области).
В рамках исполнения поручения губернатора Московской области Андрея Воробьева Московская областная станция скорой медицинской помощи перешла на цифровую телефонию. К автоматической телефонной станции подключены все 43 диспетчерских пункта.
«В среднем за сутки на Московскую областную станцию скорой медицинской помощи поступает около 15 тыс. звонков. Переход на IP-телефонию позволит сократить время ожидания ответа оператора. Кроме того, не потеряется ни один звонок. Если диспетчер не ответит в течение 8 секунд, вызов автоматически будет переадресован на головную подстанцию скорой для назначения бригады» — рассказала министр здравоохранения Московской области Светлана Стригункова.
Вызвать бригаду скорой помощи в Подмосковье можно по телефонам 112 или 103, а также через мобильное приложение «112 МО». Диспетчер примет вызов и в зависимости от тяжести состояния пациента направит бригаду скорой или неотложной медицинской помощи. Напомним, в этом году Московская областная станция скорой медицинской помощи получила 167 новых автомобилей.

## История создания МОССМП
Государственное бюджетное учреждение здравоохранения Московской области «Московская областная станция скорой медицинской помощи» создано на основании распоряжения Правительства Московской области от 17.10.2017 № 552-РП «О реорганизации государственных учреждений здравоохранения Московской области службы скорой медицинской помощи» путем реорганизации в форме слияния подстанций СП Подмосковья.
Руководители (главные врачи):
Колесников Андрей Викторович
Какурин Олег Вячеславович
Лашков Константин Анатольевич
Папиянц Сергей Спартакович
Маслов Константин Валентинович
Заместители главного врача:
Серебренников Игорь Иванович
Суслов Николай Анатольевич
Сигова Яна Юрьевна
Синельникова Анжела Александровна

## 1931 год возникновения скорой помощи вМосковской агломерации
В 1931 город Москва была выделена из области в самостоятельную административно-хозяйственную единицу, и началась свободная деятельность скорой Подмосковья. В том же году было принято постановление ЦК ВКП (б) «О московском городском хозяйстве и развитии городского хозяйства в СССР». Первые станции скорой помощи были открыты в Москве в 1898 году при полицейских домах. Через десять лет возникло Добровольное общество скорой помощи, создавшее собственную станцию на Долгоруковской улице и имевшее специальный автомобиль. Однако, с началом войны все станции были закрыты. В 1919 г. было решено организовать станцию скорой помощи в Шереметевской больнице. С созданием в 1923 году НИИ имени Н. В. Склифосовского, призванного разрабатывать методические проблемы скорой медицинской помощи, городская станция стала его отделением (с 30-х годов вновь самостоятельное учреждение с сетью подстанций). К 1924—1925 гг. в целом была восстановлена сеть и продуктивность медицинских учреждений существовавших до 1-й мировой войны. В первые годы после революции деятельность Мосздравотдела была направлена в первую очередь на борьбу с эпидемиями, санитарную очистку Москвы, установление полного контроля над всеми лечебными учреждениями столицы и губернии. этому не мало способствовали созданные в 1921 г. секции здравоохранения при районных советах.
Точкой отсчета истории Раменской скорой медицинской помощи считается 1957 год. Недалеко от терапевтического корпуса Раменской ЦРБ, в деревянном здании бывшего морга располагалась городская поликлиника. Там же небольшое помещение занимал первый выездной пункт оказания медицинской помощи.
В 1960 году служба скорой помощи стала отдельной единицей в системе здравоохранения. Первым главным врачом службы стал Сергей Ломков. В то время скорая насчитывала одного диспетчера, одну бригаду и одну машину на грузовой основе фирмы ПАЗ. Через 4 года у станции Скорой помощи появился новый адрес: улица Москворецкая, дом 45. Сотрудники скорой помощи участвовали в ремонте здания, приспособлении его под нужды скорой помощи.
В 2000 году из ветхого здания Центральная станция переехала в капитально отремонтированное помещение на улицу Махова, дом 10 — на территорию больничного городка, в историческое для города здание, построенное на рубеже ХIX-XX веков.
Теперь Раменская станция скорой медицинской помощи не структурное подразделение Раменской ЦРБ, а подстанция ГБУЗ Московской области «Московская областная станция скорой медицинской помощи» с административным центром в г. Красногорск.

## Современное состояние МОССМП
В настоящее время МОССМП, является самостоятельной медицинской организацией и находится в прямом подчинении Министерства здравоохранения Московской области. МОССМП оказывает скорую медицинскую помощь на догоспитальном этапе в соответствии с федеральным законом «Об основах охраны здоровья граждан в Российской Федерации» при заболеваниях, несчастных случаях, травмах, отравлениях и других состояниях, требующих срочного медицинского вмешательства.
В МОССМП работает около десяти тысяч сотрудников.
В основе организации работы Станции лежит принцип централизованного приема и сортировки вызовов и управления бригадами СМП. Сеть станции имеет 54 подстанции. Станция ежедневно выполняет до 4 тысяч выездов. Санитарный транспорт Станции полностью оснащен средствами спутниковой ГЛОНАСС/GPS-навигации.
С 2013 года приказ Министерства здравоохранения Российской Федерации № 388н «Об утверждении Порядка оказания скорой, в том числе скорой специализированной, медицинской помощи», разделил скорую медицинскую помощь детскому и взрослому населению на две формы:
- экстренная помощь — при внезапных острых заболеваниях, состояниях, обострении хронических заболеваний, представляющих угрозу жизни пациента;
- неотложная помощь — при внезапных острых заболеваниях, состояниях, обострении хронических заболеваний без явных признаков угрозы жизни пациента.

С 01.09.2023 неотложная помощь планируется на платной основе , вне ОМС .
Головной больницей скорой Подмосковья сейчас является МОНИКИ.

## Устав МОССМП
В текущий период текст устава изменён при смене руководства(mo03.ru_Локальные документы | ГБУЗ МО «Московская областная станция скорой медицинской помощи»)mo03.ru/documentation/local
В частности увеличивается количество 7-7 смен для привлечения на работу местных жителей, вследствие оттока кадров приезжих в город Москва; и упразднение 10-часовых бригад не согласованное с профсоюзом и с обновлённым уставом (неуставное).

## Проект развития экстренной медицины Подмосковья - слияние скорой имедицины катастроф
Минздрав РФ разработал и направил отраслевым объединениям проект Положения об организации оказания скорой, в том числе скорой специализированной, медицинской помощи. Предполагается, что положение заменит действующий профильный Порядок (приказ №388н от 20 июня 2013 года). В проекте документа говорится, что системы скорой помощи и медицины катастроф будут объединены. Кроме того, появятся новые нормативы, по которым будет формироваться число выездных бригад скорой помощи. Подробнее о предлагаемых Минздравом нововведениях: https://www.vademec.ru/news/2022/08/22/minzdrav-gotovit-polozhenie-ob-okazanii-skoroy-medpomoshchi/
```
Если радиус территории обслуживания превышает 50 км, то по одной бригаде должно быть на 6 тысяч взрослых и 6 тысяч детей.
```

«Специализированные выездные бригады скорой медицинской помощи  анестезиологии-реанимации формируются исходя из норматива: 1 бригада на 100 тысяч человек обслуживаемого населения», – говорится в проекте.
Про экстренную психиатрическую медпомощь и наркологическую с принудительной госпитализацией  не уточняется.

## Адаптация экстренной медицины Подмосковья к постоянной инфекционной напряжённости, в частностиCOVID-19
Работа МОССМП переведена в обычный режим, госпитализация ковид 19 заражённых осуществляется в обычные инфекционные отделения индивидуально в зависимости от наличия мест по телефонному запросу, без использования компьютерных планшетов и мессенджера Телеграм, все ковид-госпитали закрыты с 14.07.2022, оборудование простерилизовано.

## Готовность МОССМП к ЧС
По оперативной информации в СМИ РФ и Министерства здравоохранения Московской области вечером 22 марта, когда в Крокус Сити Холле произошёл чудовищный теракт, к месту происшествия в кратчайшие сроки прибыли 85 бригад скорой помощи.

## Мифы и алгоритмы МОССМП
Хотя в целом сообщество специалистов по медицине соглашается, что задержка в оказании помощи пострадавшему крайне нежелательна, современная рецензируемая медицинская литература ставит под сомнение существование «золотого часа», как понятия, не имеющего под собой научной основы. В частности, доктор медицины Брайан Бледсоу, критикуя это понятие в ряду некоторых прочих терминов, названных им «мифами скорой медицинской помощи», показал, что рецензируемая литература не демонстрирует никакого «волшебного времени» для спасения критических пациентов.

## Финансирование деятельности
С 1 января 2013 года финансовое обеспечение скорой медицинской помощи осуществляется за счёт средств обязательного медицинского страхования. В соответствии с действующим в России законодательством медицинская помощь в экстренной и неотложной форме оказывается бесплатно всем категориям граждан. Таким образом, даже в случае отсутствия полиса ОМС бригада скорой не оставит никого без помощи. Оплата услуг неотложки будет произведена из средств муниципального бюджета. Даже организации частной формы собственности, включенные в региональные реестры медицинских учреждений, работающих в системе ОМС, окажут услуги скорой помощи бесплатно либо по полису ОМС, либо за счёт средств бюджета.